# Національна мова
Національна мова або загальнонародна мова — мова, соціально-історичної спільноти людей, що формується сукупністю слів, особливостями їхньої вимови, морфологічних форм і синтаксичних моделей, які використовуються для щоденного спілкування. Вона охоплює літературну мову, територіальні та соціальні діалекти, просторіччя. Національна мова є засобом спілкування, ідентифікації та самоідентифікації нації. З цієї точки зору він підкреслює відокремленість однієї нації від іншої, виконуючи символічну функцію. Національна мова також може бути офіційною мовою, що служить утилітарним цілям.
Ця спільна мова нації разом з іншими ознаками (спільність території, культури, економічного життя та ін.) характеризує конкретну націю. Національна мова виявляє постійну тенденцію до єдності й обов'язково має літературну форму існування. Це мова, яка складалася на території держави впродовж століть.

## Мовне розшарування
Національна мова не є однорідним цілим — вона демонструє територіальну та екологічну диференціацію. Серед її різновидів (варіантів) особливе місце займає різновид, який вважається культурним (наприклад, стандартизована мова), який грає, зокрема, уніфікаційну та представницьку функцію. Поява стандартизованої мови корениться у явищі конвергенції, тобто усунення відмінностей між різновидами національної мови.
У національній мовній стратифікації виділяють два поляризовані елементи: стандартну (тобто, стандартизовану) мову та місцеві діалекти. Ці варіанти протиставлені один одному, головним чином з точки зору географічного ареалу (стандартний діалект функціонує як національна мова) і функціонального призначення (стандартна мова полівалентна, тоді як місцевий діалект має обмежену функціональність). Існують також мовні варіанти, позбавлені повної структурної форми, являючи собою набори певних лексичних одиниць (наприклад, сленг).